# Broadhurst Park
Der Broadhurst Park (Projektname: Moston Community Stadium) ist ein Fußballstadion auf dem Ronald Johnson Playing Fields im Stadtteil Moston im Nordosten der englischen Stadt Manchester. Die vereinseigene Spielstätte des momentanen Siebtligisten FC United of Manchester besitzt seit der Fertigstellung 4.400 Plätze. Neben den Red Rebels ist das Stadion durch eine Partnerschaft die sportliche Heimat des FC Moston Juniors.

## Geschichte
Der FC United of Manchester wurde 2005 von ehemaligen Fans von Manchester United gegründet. Der Grund dafür war die Übernahme des Vereins Mitte des Jahres durch den US-amerikanischen Milliardär Malcolm Glazer und die zunehmende Kommerzialisierung des Vereins wie des Fußballs. Mangels einer eigenen Spielstätte trat der FCUM von der Saison 2005/06 bis zur Saison 2013/14 in der Gigg Lane des FC Bury zu ihren Heimspielen an. Von der Spielzeit 2014/15 bis zum Einzug in die eigene Spielstätte fanden die Spiele des FC United im 6.500 Besucher fassenden Bower Fold der Stalybridge Celtic statt.
Die Idee für den Bau eines clubeigenen Stadions kam zwei Jahre nach dessen Gründung im Jahr 2007 auf. Es dauerte aber noch bis in das Jahr 2010, bis ein Konzept veröffentlicht wurde. Die Fans steuern aus eigener Tasche über zwei Millionen Pfund zu den Baukosten bei. Der Rest der Summe kam durch öffentliche und private Einrichtungen zusammen. Anders als zunächst geplant wurde das Stadion in Moston an der Lightbowne Road und nicht im ebenfalls nordöstlichen Newton Heath, wo Manchester United zuerst beheimatet war, gebaut.
Die Baugenehmigung wurde im Oktober 2011 vom Bauamt der Stadt Manchester erteilt und nach Plan sollte im August 2014 das Moston Community Stadium mit Clubhaus und 5.000 Plätzen, mehreren Spielfeldern und einer Parkplatzfläche fertiggestellt sein. Gegen die Errichtung regte sich Widerstand unter den Anwohnern und das Projekt für den Neubau ruhte. Im März 2013 wurde der Einspruch der Anwohner gegen die vom Stadtrat erteilte Baugenehmigung vor dem Berufungsgericht abgewiesen. Damit war der Weg für den Stadionbau frei, und das Projekt konnte weitergeführt werden.
Der erste (inoffizielle) Spatenstich fand unter großer Anteilnahme von mehreren hundert Fans am 17. November 2013 statt. Der offizielle Spatenstich folgte am Tag darauf. Bis in das Frühjahr 2014 wurden das Gelände geräumt, die Erdarbeiten und die Pfahlgründung durchgeführt sowie die Fundamente gegossen. Mitte Februar des Jahres wurden die ersten Stahlfertigteile der Tribünen aufgebaut. Ende April 2014 standen fast alle Stahlgerüste der Zuschauerränge, und erste Betonteile waren verbaut. Der ursprüngliche Fertigstellungstermin im August des Jahres war durch Verzögerungen wie das für die Region ungewöhnlich trockene Wetter nicht zu halten. Im Oktober 2014 nahm der Stadionbau Gestalt an und erste Kunststoffsitzreihen in den Vereinsfarben Rot, Schwarz und Weiß wurden auf der Haupttribüne montiert. Als neuer Einweihungstermin wurde Dezember 2014 anvisiert. Nach Angaben aus dem Oktober lagen die Baukosten bei sechs Millionen Pfund.
Ein weiteres Mal musste der Fertigstellungstermin nach hinten verlegt werden; zuletzt war Februar 2015 als Zeitpunkt des Bauabschlusses angesetzt worden. Auch gegen Ende April 2015 war die Spielstätte weiterhin im Bau. Ein genauer Termin für das Ende der Arbeiten oder die Einweihung stand lange nicht fest. Unterdessen schaffte der FC United of Manchester den Aufstieg in die sechstklassige Conference North 2015/16.
Nach mehreren Verzögerungen und Unterbrechungen wurde das Stadion im Mai 2015 in Betrieb genommen. Vor der offiziellen Eröffnung wurde für den 16. Mai eine Begegnung als Testlauf für die Spielstätte angesetzt. Dabei traf die erste Mannschaft des FC United of Manchester auf eine Auswahl früherer Spieler namens Invitational XI. Das Aufeinandertreffen endete mit einem 3:2-Sieg der Red Rebels vor 3.241 Zuschauern. Die Einweihung des Stadions wurde am 29. Mai 2015 gefeiert. Das Eröffnungsspiel bestritten vor 4.232 Besuchern der FCUM und der portugiesische Rekordmeister Benfica Lissabon (0:1). Die zunächst angepeilten Baukosten von 4,5 Millionen £ steigerten sich bis zum Schluss auf 6,3 Millionen £.
Mit Abschluss der Arbeiten verfügt der Broadhurst Park über vier Tribünen mit 4.400 Plätzen und eine Flutlichtanlage. Die Sitzplätze des Stadions verteilen sich auf der Haupttribüne. Die Gegengerade wie die Hintertortraversen sind überdachte Stehplatzränge. Hinter der Haupttribüne stehen Trainingsplätze mit Kunst- und Naturrasen bereit.

## Name
Im April 2014 fiel die Entscheidung um den zukünftigen Namen der Heimat des FC United. Aus einem Angebot von über 100 Vorschlägen wählte man sieben Namen für eine Abstimmung aus. Zur Wahl standen den 3.000 Vereinsmitgliedern die Namen Broadhurst, Broadhurst Park, FCUM Hall, Lightbowne Road, Ronald Johnson Ground, The Boardwalk und United of Manchester Stadium. Als Sieger ging der Vorschlag Broadhurst Park aus der Wahl hervor.

## Galerie

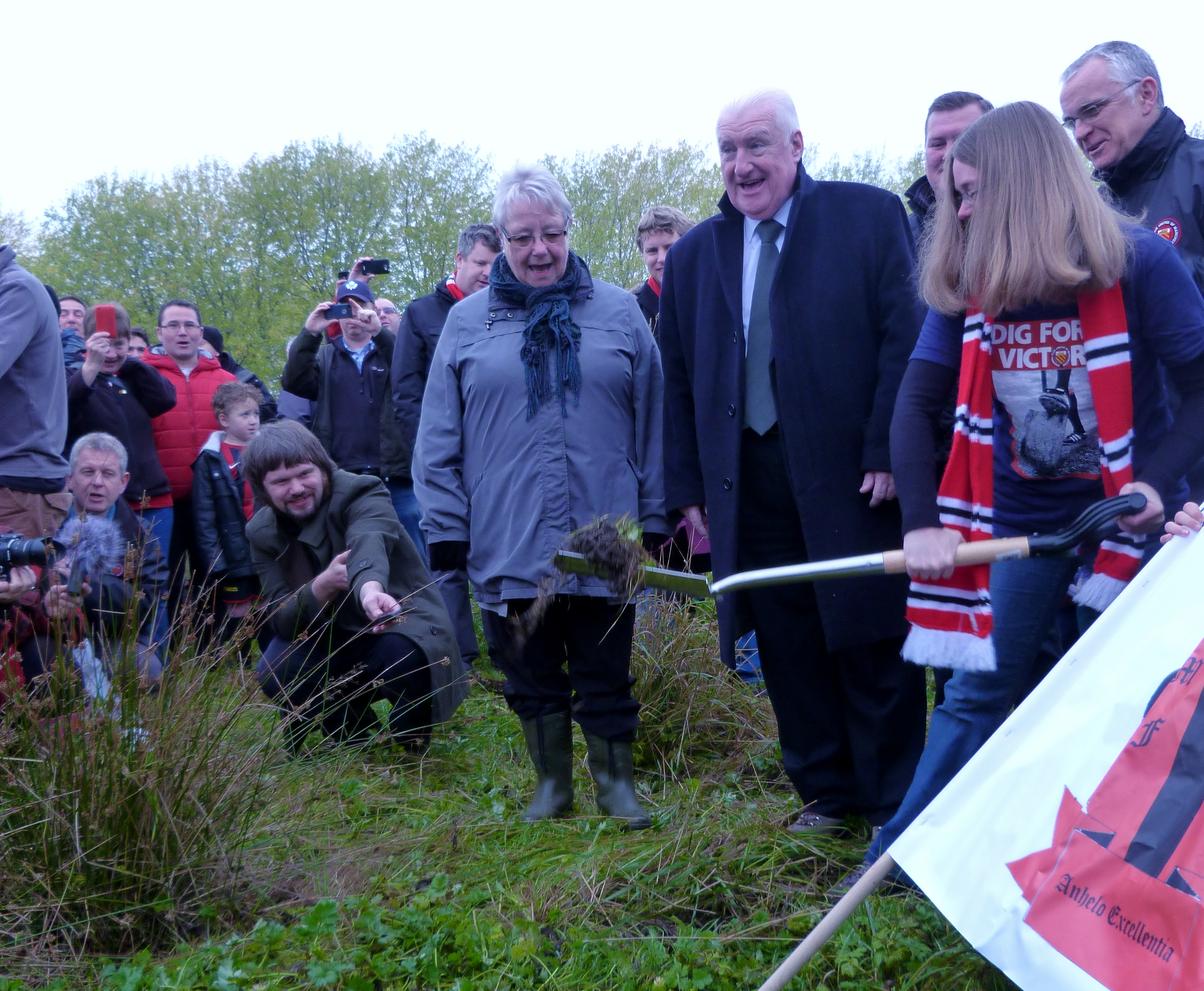
Der erste Spatenstich zum Moston Community Stadium am 17. November 2013
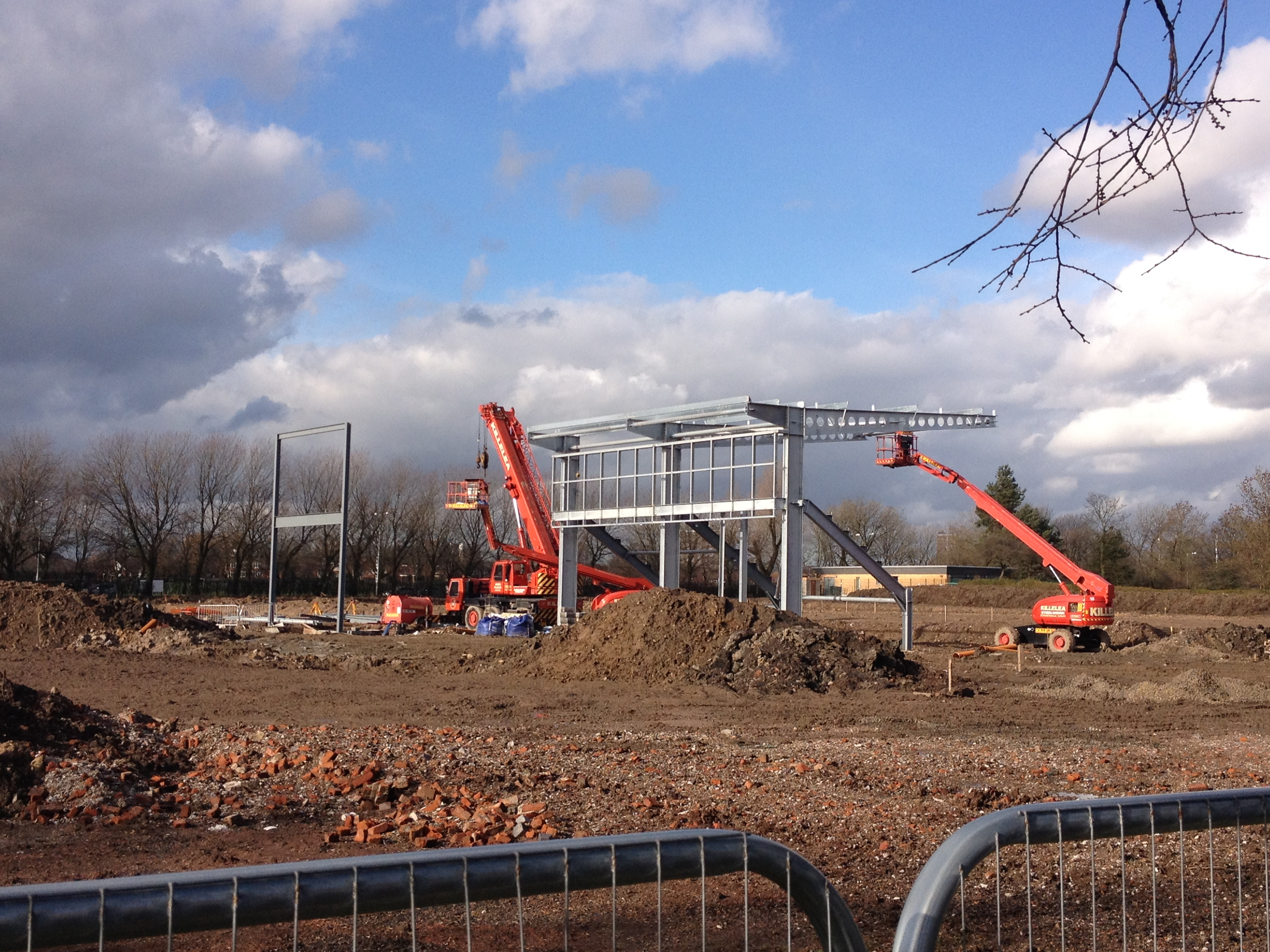
Die Stadionbaustelle im Februar 2014
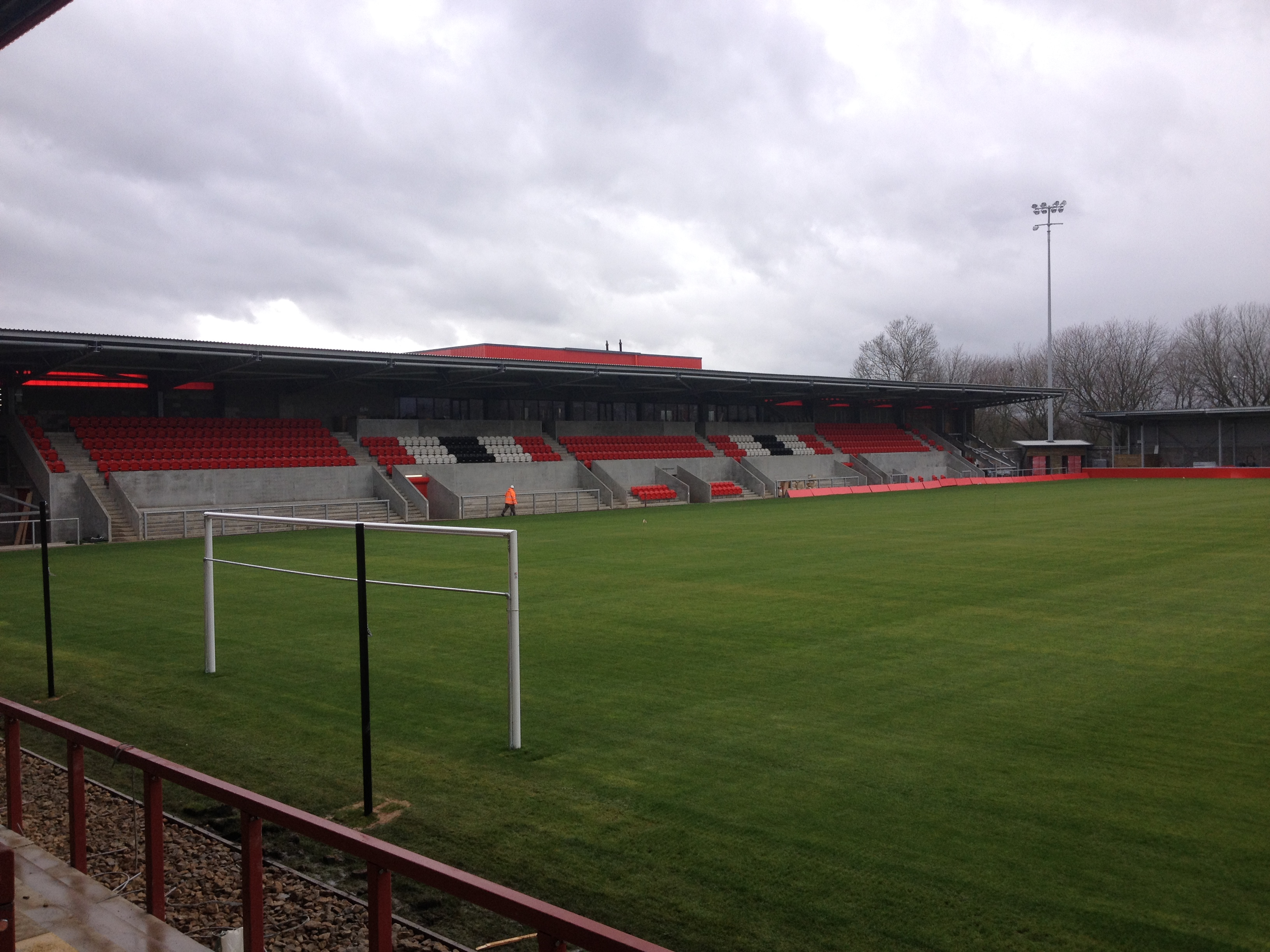
Der im Bau befindliche Main Stand im März 2015
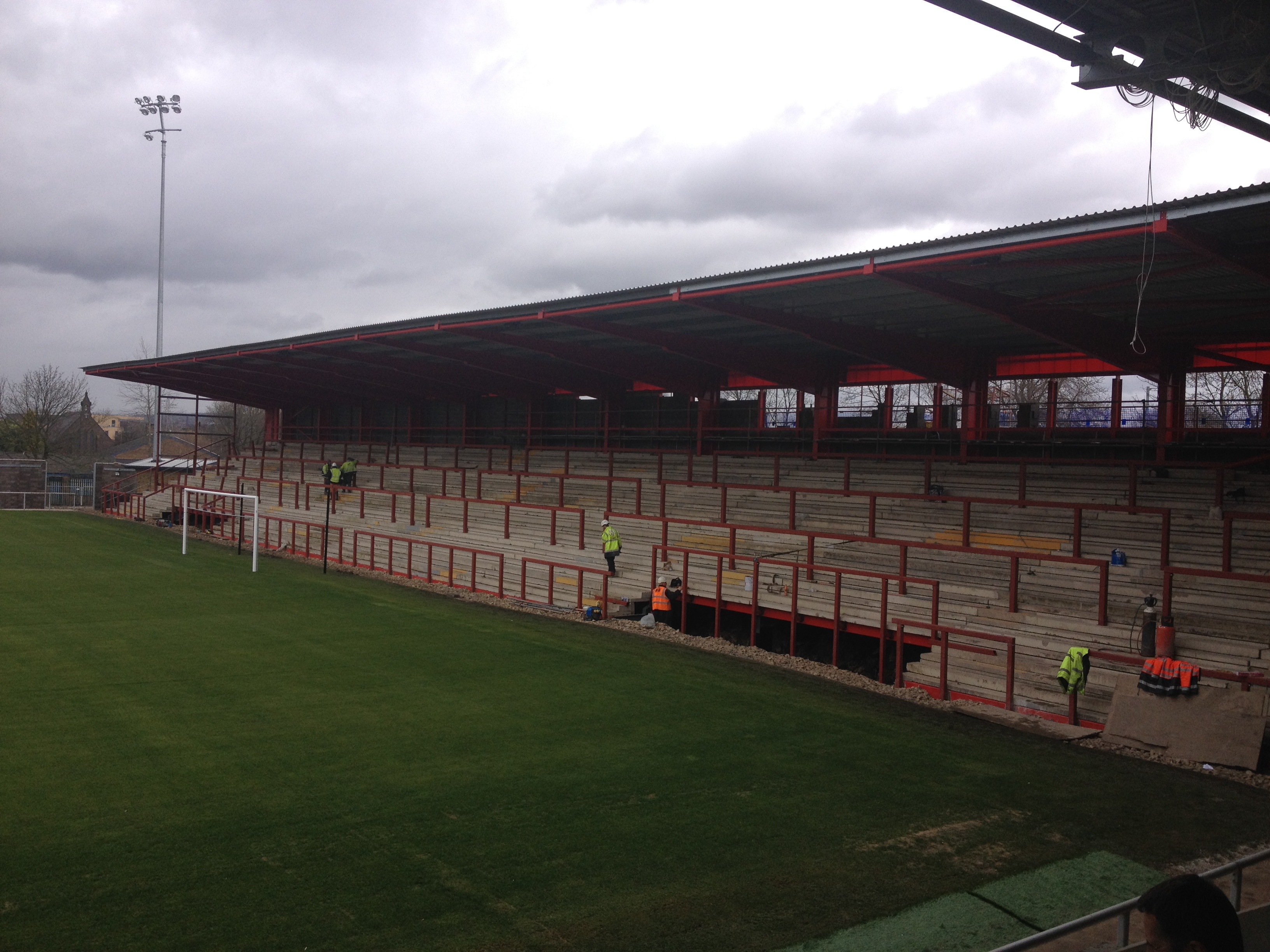
Die Hintertortribüne ist der frühere Dane Bank Stand aus dem Victoria Stadium in Northwich, das 2013 abgerissen wurde.
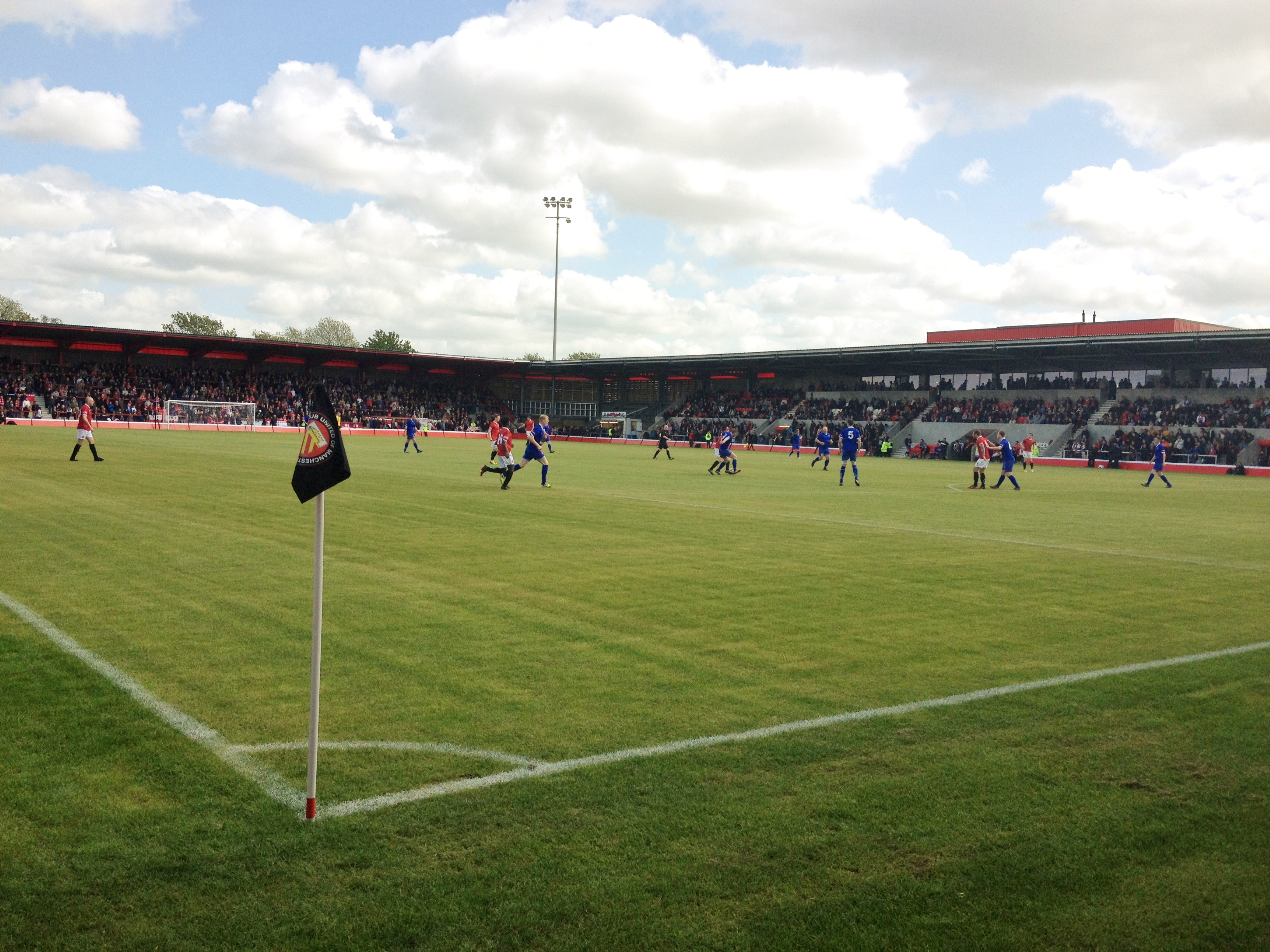
Der Broadhurst Park während der Testveranstaltung am 16. Mai 2015
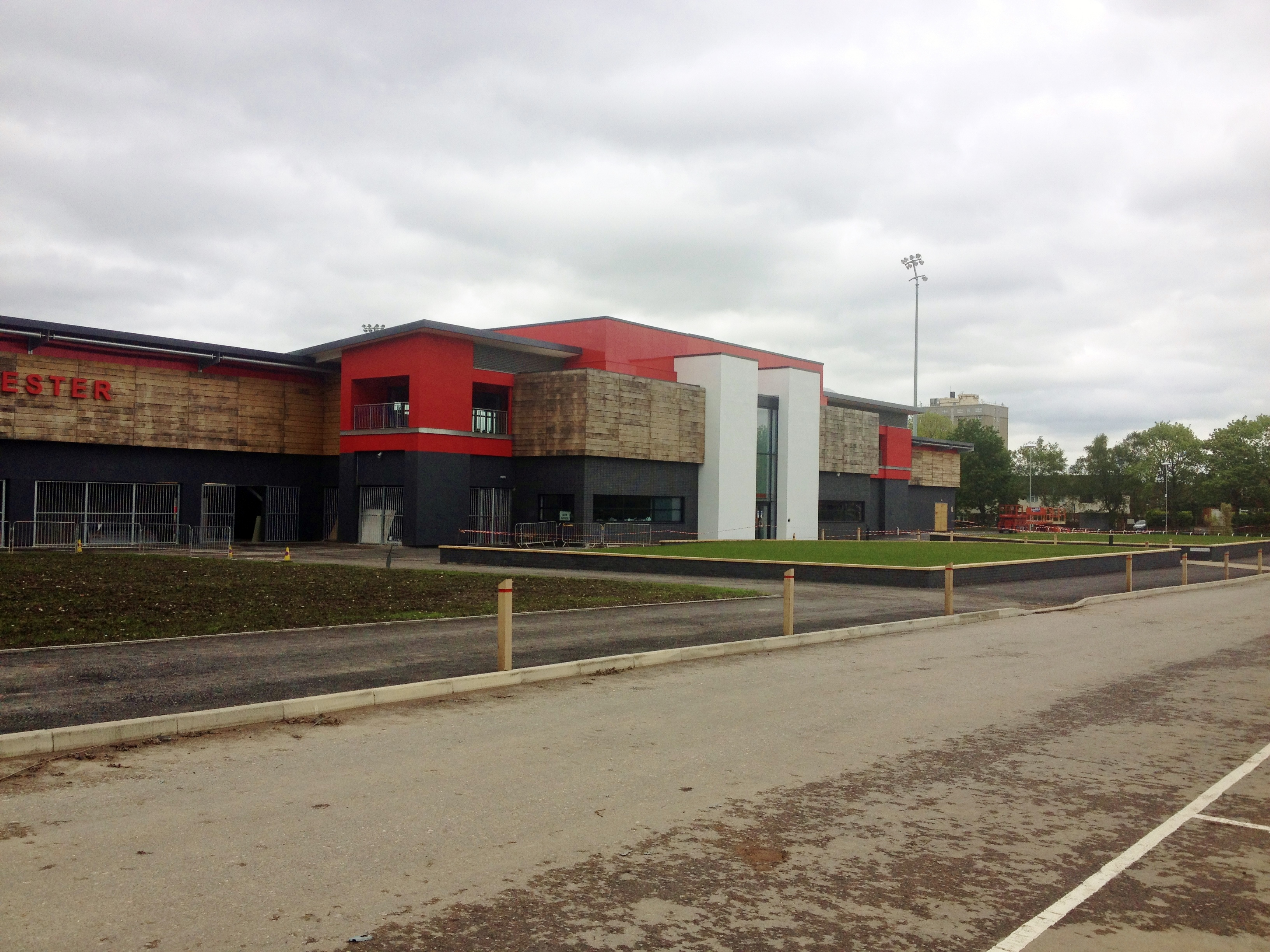
Die Frontseite des Stadions im Mai 2015